# The Warlord
The Warlord es un personaje de historieta del subgénero fantástico conocido como espada y brujería cuyas historias fueron publicadas por la editorial estadounidense DC Comics. Creada por el guionista y dibujante Mike Grell, debutó en el número #8 de 1st Issue Special (noviembre de 1975). El protagonista, Travis Morgan, obtiene el nombre "Warlord" (o Señor de la Guerra en español) dada su lucha por la libertad de la gente de Skartaris.

## Historia de la publicación

### Volumen 1
El personaje debutó en 1st Issue Special número 8 en agosto de 1975 (noviembre de 1975). Comenzaría a protagonizar su propia serie bimestral titulada The Warlord en octubre del mismo año (fecha de tapa febrero de 1976). Luego de ser cancelada en su segundo número de diciembre de 1975, la serie se relanzó siguiendo su numeración en julio de 1976. El título siendo publicado hasta el número 133 en septiembre de 1988 (fecha de tapa Winter 1988). Mike Grell escribió y dibujó la revista por seis años, dejando el arte luego del número 59. Siguió escribiendo la serie hasta el número 71.

#### Historias de complemento
Entre los números 37 al 39 y 42 al 47 se presentó como segunda historia una continuación de la serie de Jack Kirby OMAC, guionizada por Jim Starlin. Arak, Son of Thunder, creado por Roy Thomas y Ernie Colón, apareció por primera vez como un complemento extra de la revista en The Warlord número 48 (fecha de tapa agosto de 1981). Claw the Unconquered, de Jack C. Harris y Thomas Yeates, apareció como complemento en una historia de dos partes en los números 48 y 49. "Dragonsword" fue una historia por Paul Levitz y Yeates que apareció en los números 51 al 54. Arion, otra historia de espada y brujería por el guionista Paul Kupperberg y el artista Jan Duursema, comenzó como una historia de seis páginas en The Warlord entre los números 55 y 62. Otra historia de complemento entre los números 63 al 88 fue "The Barren Earth" por el guionista Gary Cohn y el artista Ron Randall, historia que concluyó en una miniserie publicada en 1985.
Un complemento extra aparecido en el número de 131 en el año 1988 presentaba el primer trabajo del artista Rob Liefeld para DC Comics.

### Volumen 2
En 1982 fue publicada una miniserie de seis números escrita por Mike Grell y dibujada por Dameon Willich con tintas a cargo de Rick Hoberg (números 1 al 3) y Tim Burgard (números 4 al 6).

### Volumen 3
DC intentó actualizar The Warlord en 2006 con guiones de Bruce Jones y arte de Bart Sears. Esta serie reinició el concepto, comenzando con Travis Morgan arribando a Skartaris. En el número 9 se dejan varios puntos de la historia sin respuesta, siendo el décimo y último número una historia situada en algún momento del futuro e independiente de lo que se venía contando.

### Volumen 4
En julio de 2008 DC anunció que The Warlord volvería en una serie regular escrita por Mike Grell a tiempo de celebrar el 35º aniversario. La serie comenzó en abril de 2009 con arte de Joe Prado y Chad Hardin, y tuvo una duración de 16 números.

## Biografía de los personajes en la ficción
| En el salvaje mundo de Skartaris, la vida es una constante lucha por la supervivencia. Aquí, bajo un orbe de eterna luz solar, una simple ley prevalece: Si bajas la guardia por un instante, pronto estarás bien muerto. —1st Issue Special número 8 |

En 1969, el piloto de Blackbird y veterano de la Vietnam Travis Morgan atraviesa un agujero en la corteza terrestre mientras vuela sobre el polo nort y aterriza en el mundo subterráneo de Skartaris, un lugar que recuerda mucho a la tierra Pellucidar de las historias de Edgar Rice Burroughs. Allí Travis, portando su pistola especial calibre 38 y junto a la Princesa (luego Reina) Tara de Shamballah, una salvaje algo ligera de ropas, pasa a luchar contra villanos como el diabólico brujo Deimos y también varios reyes. Con el tiempo tuvo varios ayudantes como Machiste, Shakira, una científica rusa llamada Mariah y hasta su hija, la hechicera Jennifer Morgan. En una historia situada en un futuro lejano, Morgan pasa a ser el presidente de los Estados Unidos.
A pesar de que Warlord tiene cierto parecido a Oliver Queen, en realidad está más bien basado en su creador, Mike Grell, quien es un exintegrante de la Fuerza Aérea. Grell es caricaturizado en la primera aparición de Warlord en 1st Issue Special 8 y claramente luce la barbilla característica de Warlord. Grell y el editor Jack C. Harris hicieron una aparición en la historia "Gambit" en el número 35 de The Warlord (julio de 1980).
El cuarto volumen de la serie comienza con una exploradora encontrando restos de dinosaurios perfectamente conservados en el Himalaya. Luego de llevar la cabeza de uno a una paleantóloga, lleva una expedición para recuperar más muestras. El equipo es atacado por el gobierno, y luego de perder varios miembros huyen a las cuevas para protegerse. Allí descubren un portal y luego de caminar a través de este se logran refugiar en Skartaris donde se encuentran con Travis Morgan. Este es atacado por un ave gigante que logra matar con la ayuda de Shakira. Los refugiados entran a Shamballah y Morgan descubre que un nuevo dios se hizo cargo del Reino de las Sombras e invadió el Reino de Kiro, el hogar de Machiste. Uno de los refugiados es herido y se descubre que es una herida de bala.
Las maquinaciones de Deimos hacen que Travis Morgan se enfrente a Tinder. En el momento en que Morgan se da cuenta de que Tinder es en realidad su hijo Joshua, se distrae y Tinder lo hiere mortalmente, siendo sus últimas: "Pensaba que tenía más tiempo". Finalmente Travis es cremado y Tinder pasa a ocupar su lugar como el nuevo Warlord
Al tomar el legado de su padre, Joshua Morgan pasa usar un traje que evoca al uniforme con el que arribó Travis a Skartaris. En lugar de llevar consigo una espada y un arma como hacía Travis, Tinder lleva una espada, una daga, un carcaj con flechas y un arco.

## Otras versiones
En la línea de tiempo alternativa del evento Flashpoint, Warlord es el pirata de una flota que es atacada por el también pirata Deathstroke para robar su botín. Durante la batalla, la tripulación de Warlord es asesinada mientras que él logra escapar usando un aerodeslizador. Luego, Warlord planea atacar a Deathstroke y recuperar a Jenny Blitz quien está en estasis desde que le fue arrebatada. Warlord embosca a Deathstroke y su flota y exige que se rindan. Pero como respuesta, Deathstroke le dispara a Warlord dándole a su ojo derecho. Deathstroke va a atacar nuevamente cuando inesperadamente estalla la embarcación de Warlord. La flota fue destruida por Jenny Blitz, ya liberada de su tubo de estasis, y que aparentemente ahora puede proyectar rayos explosivos de sus manos.

## En otros medios

### Televisión
Warlord aparece en el segundo episodio de la tercera temporada "Caos en el Centro de la Tierra" de la serie animada Liga de la Justicia Ilimitada, con la voz de Paul Guilfoyle. Linterna Verde, Supergirl, Stargirl y S.T.R.I.P.E. llegan a Skartaris luego de que Jennifer Morgan la Hija de Warlord los trajera con su mágia, ellos forman equipo con Warlord para evitar que Deimos y sus aliados Metallo y Silver Banshee de la Sociedad Secreta se apropien de un gran trozo de kryptonita. Cuando Warlord se enfrenta a Deimos, este termina cayendo a un precipicio. Tara, Machiste, Mariah, Shakira y Jennifer Morgan también aparecen en el episodio.

### Juguetes
- En 1982, muchos de los personajes de The Warlord tuvieron sus muñecos correspondientes en una línea de juguetes llamada "Lost World of The Warlord", fabricados por la empresa Remco. Travis Morgan fue una de las figuras junto a Deimos, Machiste, Mikola Rostov, Arak y Hércules.
- En abril de 2007, The Warlord tuvo una figura (basada en la versión moderna) en la cuarta serie de las figuras "First Appearance" de DC Direct.
- En 2010, The Warlord tuvo otra figura basada en la versión animada de la línea de juguetaes Justice League Unlimited.[23]

## Recopilaciones
- DC Comics recopiló algunas de las primeras historias de The Warlord en DC Special Blue Ribbon Digest número 10 (fecha de tapa junio de 1981). Esta edición en formato digest incluía una nueva tapa dibujada por Mike Grell y una introducción.
- The Warlord: The Savage Empire (1991): recopila 1st Issue Special 8 y The Warlord 1 al 10 y 12. Noviembre de 1991, 240 páginas, ISBN 978-1563890246
- Showcase Presents: The Warlord (2009): recopila 1st Issue Special 8 y The Warlord #1 al 28, Septiembre de 2009, 528 páginas en blanco y negro, ISBN 978-1401224738
- Warlord: The Saga: recopila The Warlord volumen 4, 1 al 6, Marzo de 2010, 144 páginas, ISBN 978-1401226510
- Countdown Special: OMAC (2008): recopila las historias de OMAC de complemento en 'The Warlord 37 al 39, así como OMAC 1 y DC Comics Presents #61.